# A Gentleman of Leisure
A Gentleman of Leisure er en amerikansk stumfilm fra 1915 af George Melford.

## Medvirkende
- Wallace Eddinger som Robert Edgar Willoughby Pitt.
- Sydney Deane som Sir Thomas Blunt.
- Gertrude Kellar som Lady Julia Blunt.
- Tom Forman som Sir Spencer Dreever.
- Carol Holloway som Molly Creedon.